# More Life
More Life é a sexta mixtape do rapper canadense Drake. O artista descreve More Life como uma playlist, apesar de algumas publicações classificarem o trabalho como uma mixtape. Seu lançamento ocorreu em 18 de março de 2017, pela OVO Sound, Young Money, Cash Money Records e Republic Records.
A produção da mixtape contou com a participação de 40, Frank Dukes, Boi-1da, Murda Beatz, T-Minus, Nineteen85, Kanye West e outros. Além disso, existem participações musicais de Young Thug, Giggs, Skepta, Quavo, Travis Scott, 2 Chainz, Kanye West, Jorja Smith, Sampha e PARTYNEXTDOOR. O álbum conta com gêneros musicais diversos, como hip hop, R&B, dancehall, grime, trap, Afrobeat e pop. Em suporte da mixtape, foram lançados cinco singles, "Fake Love", "Passionfruit", "Free Smoke", "Portland" e "Glow". More Life recebeu críticas positivas de modo geral e alcançou a primeira posição na Billboard 200 dos Estados Unidos, tornando-se o sétimo álbum número um consecutivo do rapper, além de quebrar diversos recordes de streaming.

## Antecedentes
Após o anúncio do projeto, Drake descreveu que a mixtape seria um trabalho para criar uma ponte entre grandes e pequenos lançamentos. Em entrevista à Complex, detalhou a intenção de criar uma playlist com coleção de músicas que se tornam a trilha sonora de sua vida. More Life esteve sujeita a muitas datas de lançamento, inicialmente especulado para dezembro de 2016. No entanto, foi adiado para janeiro, depois da lesão no tornozelo sofrida por Drake na Summer Sixteen Tour. Outras datas também foram rumores, até o anúncio oficial do lançamento que ocorreria em março de 2017.
A mixtape More Life é uma referência à gíria jamaicana cujo significado é desejar o bem a alguém, popularizada pelo artista de dancehall Vybz Kartel, cujo foi citado por Drake como uma de suas maiores influências para a sonoridade dancehall do álbum. A última canção do álbum, "Do Not Disturb", faz menção à sentença "Club Palazzo in the Bridge". A frase é referência a uma antiga boate do noroeste de Toronto, em Woodbridge, Ontario. A capa do projeto contém a foto do pai de Drake, Dennis Graham, fotografada em 1970. A foto é cercada por uma boda em cor preta, com a legenda de "A Playlist By October Firm", escrita embaixo da foto. A versão original da capa foi lançada em outubro de 2016, na conta do Instagram do cantor, sem a borda preta e a legenda.

## Recepção
| Críticas profissionais | Críticas profissionais |
| Pontuações agregadas   | Pontuações agregadas   |
| Fonte                  | Avaliação              |
| ---------------------- | ---------------------- |
| Metacritic             | 79/100                 |
| Avaliações da crítica  |                        |
| Fonte                  | Avaliação              |
| AnyDecentMusic?        | 7.5/10                 |
| AllMusic               | [ 26 ]                 |
| The A.V. Club          | B+                     |
| Consequence of Sound   | A-                     |
| Exclaim!               | 8/10                   |
| The Guardian           | [ 30 ]                 |
| The Independent        | [ 1 ]                  |
| The Observer           | [ 31 ]                 |
| Pitchfork              | 7.8/10                 |
| Rolling Stone          | [ 33 ]                 |
| XXL                    | 4/5                    |

### Crítica profissional
Após o lançamento, a mixtape recebeu críticas positivas. No Metacritic, a mixtape recebeu nota 79 de 100, baseada em 25 avaliações. Dan Weiss, do portal Consequence of Sound, disse que "os cantos e as melodias são feitos com cuidado diferentemente dos trabalhos anteriores do artista; o álbum flui de modo improvável tanto quanto The Life of Pablo, com letras mais seguras e sequências mais suaves." Erin Lowers, da revista Exclaim!, disse que "apesar das pequenas gafes, More Life cimenta um lugar que dá espaço para gêneros esquecidos pela mídia convencional, como o dancehall, o grime, Afrobeat, house, trap e, claro, o rap; o rapper leva Toronto a uma turnê mundial para celebrar a vida." Rob Sheffield, da Rolling Stone, disse que "a mixtape More Life é a melhor coletânea de Drake em anos, alegre durante 22 faixas e 82 minutos, sendo um passeio magistral em diversos gêneros musicais; no entanto, quanto mais expansão musical a mixtape sofre, mais soa como Drake - e quanto mais ele percorre em suas músicas, mais profundo ele toca."

### Comercial
Mundialmente, no dia do lançamento, More ife quebrou recordes de streaming no Spotify e na Apple Music. As canções do álbum acumularam 61,3 milhões de streams no Spotify em um único dia, quebrando o recorde anterior de Ed Sheeran para o álbum ÷ de 56,7 milhões de streams, em março de 2017. Na Apple Music, as canções alcançaram um total de 89,9 milhões de streams no doa dia do lançmento, estabelecendo o recorde de álbum com mais streams em um dia na plataforma, além de passar o Spotify em streams diários.
Em 8 de abril, More Life chegou ao topo da Billboard 200 dos Estados Unidos e angariou um recorde de streaming, vendendo 505.000 cópias equivalentes, em que 226.000 eram puras. Até o final de 2017, More Life acumulava cerca de 2.227.000 cópias equivalentes nos Estados Unidos, em que 363.000 eram puras.

### Reconhecimento
| Publicação    | Lista                                    | Posição | Ref.   |
| ------------- | ---------------------------------------- | ------- | ------ |
| Billboard     | Billboard's 50 Best Albums of 2017       | 21      | [ 39 ] |
| Clash         | Clash Albums of the Year 2017            | 31      | [ 40 ] |
| Complex       | The Best Albums of 2017                  | 10      | [ 41 ] |
| Exclaim!      | Exclaim!'s Top 10 Hip-Hop Albums of 2017 | 4       | [ 42 ] |
| Noisey        | The 100 Best Albums of 2017              | 7       | [ 43 ] |
| Pitchfork     | The 50 Best Albums of 2017               | 38      | [ 44 ] |
| Rap-Up        | Rap-Up's 20 Best Albums of 2017          | 6       | [ 45 ] |
| Rolling Stone | 50 Best Albums of 2017                   | 27      | [ 46 ] |
| Spin          | 50 Best Albums of 2017                   | 49      | [ 47 ] |

## Lista de faixas
Os créditos da mixtape foram retirados da revista XXL.
| More Life – download digital e streaming |                                                    | |                                              |         |  |
| N.º                                      | Título                                             | Compositor(es) | Produtor(es)                                 | Duração |  |
| 1.                                       | "Free Smoke"                                       | Drake Matthew Samuels Allen Ritter Marvin Bernard Bryan Antoine Daniel Sewell Paul Bender Simon Mavin Perrin Moss Naomi Saalfield                                                                                                  | Boi-1da Ritter [b] Akira Woodgrain [c]       | 3:39    |  |
| 2.                                       | "No Long Talk" (com Giggs)                         | Graham Nathaniel Thomson Shane Lindstrom Kevin Gomringer Tim Gomringer | Murda Beatz Cubeatz [a]                      | 2:30    |  |
| 3.                                       | "Passionfruit"                                     | Graham Nana Rogues | Rogues                                       | 4:59    |  |
| 4.                                       | "Jorja Interlude"                                  | Graham Noah Shebib Don McLean Jorja Smith | 40                                           | 1:48    |  |
| 5.                                       | "Get It Together" (com Black Coffee e Jorja Smith) | Graham Anthony Jefferies Shebib Nkosinathi Maphumulo Busisiwe Nqwiliso | Nineteen85 40 [b] Stwo (outro)               | 4:10    |  |
| 6.                                       | "Madiba Riddim"                                    | Graham Jefferies Ryan Vojtesak Adam Feeney | Frank Dukes Nineteen85 Charlie Handsome [b]  | 3:25    |  |
| 7.                                       | "Blem"                                             | Graham T-Minus Lionel Richie | T-Minus Frank Dukes [c]                      | 3:37    |  |
| 8.                                       | "4422" (com Sampha)                                | Sampha Sisay Francis Nguyen-Tran | FrancisGotHeat                               | 3:06    |  |
| 9.                                       | "Gyalchester"                                      | Graham István Megyimorecz Rico Brooks | iBeatz                                       | 3:09    |  |
| 10.                                      | "Skepta Interlude"                                 | Joseph Adenuga Rogues | Rogues                                       | 2:23    |  |
| 11.                                      | "Portland" (com Quavo e Travis Scott)              | Graham Quavious Marshall Jacques Webster Lindstrom T. Gomringer K. Gomringer | Murda Beatz Cubeatz [a]                      | 3:57    |  |
| 12.                                      | "Sacrifices" (com 2 Chainz e Young Thug)           | Graham T. Williams Dane Johnson Jeffery Williams | T-Minus Deejae [b]                           | 5:08    |  |
| 13.                                      | "Nothings Into Somethings"                         | Graham Ryan Martinez Paimon Jahanbin Nima Jahanbin Edgar Panford | G. Ry Wallis Lane Nabeyin [b]                | 2:34    |  |
| 14.                                      | "Teenage Fever"                                    | Graham LaShawn Daniels Marvin Thomas Cory Rooney Fred Jerkins III Rodney Jerkins Dave Santan | Hagler                                       | 3:40    |  |
| 15.                                      | "KMT" (com Giggs)                                  | Graham Thomson Courtney Clayburn Cameron Shaikh | Ness Chef Pasquale                           | 2:43    |  |
| 16.                                      | "Lose You"                                         | Graham Shebib Steven Vidal | 40 Stwo                                      | 5:05    |  |
| 17.                                      | "Can't Have Everything"                            | Graham Jaswinder Singh Steve Samson | Jazzfeezy Samson                             | 3:48    |  |
| 18.                                      | "Glow" (com Kanye West)                            | Graham Kanye West Shebib Malik Yusef Sakiya Sandifer Philip Bailey Noah Goldstein Maurice White Carlo Montagnese Majid Al-Maskati Gabriel Garzón-Montano Jefferies Ilsey Juber Louis Johnson Cydel Young Kenza Samir Jordan Ullman | 40 West Goldstein [b]                        | 3:26    |  |
| 19.                                      | "Since Way Back" (com PARTYNEXTDOOR)               | Graham PARTYNEXTDOOR Shebib Martinez Marques Hutchison Michael Surio R. Kelly Warryn Campbell | G. Ry PARTYNEXTDOOR 40 M3rge [a] Top FLR [b] | 6:08    |  |
| 20.                                      | "Fake Love"                                        | Graham Vinylz Feeney Starrah | Vinylz Frank Dukes                           | 3:32    |  |
| 21.                                      | "Ice Melts" (com Young Thug)                       | Graham J. Williams Jonathan Priester Symbolyc One (S1) | Supah Mario Symbolyc One (S1)                | 4:11    |  |
| 22.                                      | "Do Not Disturb"                                   | Graham Samuels Ritter Shebib Snoh Aalegra Levin Kali | Boi-1da Ritter [a] 40 [b]                    | 4:44    |  |
| Duração total:                           | Duração total:                                     | Duração total: | Duração total:                               | 81:42   |  |

Notas
- ↑[a]  significa co-produtor
- ↑[b]  significa produtor adicional
- ↑[c]  significa contribuição musical
- "Free Smoke" contém vocais adicionais de de Baka Not Nice
- "Passionfruit" contém vocais adicionais de Moodymann e Zoë Kravitz
- "Madiba Riddim" contém vocais de conclusão de 4YallEntertainment
- "Blem" contém vocais de conclusão não creditatos de Lionel Richie e Lil Wayne
- "4422" originalmente não continha vocais creditados de Sampha
- "Gyalchester" contém vocais de fundo adicionais de Baka Not Nice
- "Skepta Interlude" contém vocais de Skepta
- "Do Not Disturb" contém vocais de fundo de by Snoh Aalegra

Créditos de sample
- "Free Smoke" contém sample de "Roll Up", escrita por Marvin Bernard, Bryan Antoine e Daniel Sewell, performada por Tony Yayo com Danny Brown; e excertos de "Building a Ladder", escrita por Paul Bender, Simon Mavin, Perrin Moss e Naomi Saalfield, performada por Hiatus Kaiyote.
- "Jorja Interlude" contém uma interpolação de  "Doing It Wrong", escrita por by Aubrey Graham, Noah Shebib e Don McLean, performada por Drake.
- "Get It Together" contém elementos não creditados de of "Superman", escrita por Nkosinathi Maphumulo e Busisiwe Nqwiliso, performada por Black Coffee com Bucie.
- "Blem" contém uma interpolação de All Night Long, escrita e performada por Lionel Richie.
- "Teenage Fever" contém elementos de "If You Had My Love", escrita por Rodney Jerkins, Fred Jerkins III, LaShawn Daniels e Cory Rooney, performada por Jennifer Lopez.
- "KMT" contém sample de Sonic the Hedgehog's "His World"; e "Shutdown", performada por Skepta.
- "Glow" contém sample de "Devotion", escrita por Philip Bailey e Maurice White, performada por Earth, Wind & Fire; excertos de "6 8", escritas e performadas por Gabriel Garzón-Montano; e excertos de "Jungle", escrita por Aubrey Graham, Noah Shebib e Kenza Samir, performada por Drake.
- "Since Way Back" contém sample de  "Clipped Wings", escrita por R. Kelly e Warryn Campbell, performada por R. Kelly.
- "Do Not Disturb" contém sample não creditado de of "Time", escrita e performada por Snoh Aalegra.

## Posições
| Tabela musical (2017)                            | Melhor posição |
| ------------------------------------------------ | -------------- |
| Austrália (ARIA)                                 | 2              |
| Austrália (ARIA Urban Albums)                    | 1              |
| Áustria (Ö3 Austria Top 40)                      | 9              |
| Bélgica (Ultratop de Flandres)                   | 6              |
| Bélgica (Ultratop de Valônia)                    | 17             |
| Canadá (Canadian Albums Chart)                   | 1              |
| Chéquia (IFPI da República Checa)                | 6              |
| Dinamarca (Hitlisten                             | 2              |
| Países Baixos (MegaCharts)                       | 3              |
| Finlândia (Suomen virallinen lista)              | 6              |
| França (SNEP)                                    | 5              |
| Alemanha (Offizielle Top 100)                    | 7              |
| Irlanda (IRMA)                                   | 2              |
| Itália (Federazione Industria Musicale Italiana) | 14             |
| Nova Zelândia (RMNZ)                             | 3              |
| Noruega (VG-lista)                               | 2              |
| Portugal (AFP                                    | 15             |
| Escócia (Official Charts Company)                | 5              |
| Eslováquia (IFPI da Eslováquia)                  | 4              |
| Espanha (PROMUSICAE)                             | 42             |
| Suécia (Sverigetopplistan)                       | 3              |
| Suíça (Schweizer Hitparade)                      | 4              |
| Reino Unido (UK Albums Chart)                    | 2              |
| Reino Unido (Official Charts Company)            | 1              |
| Estados Unidos (Billboard 200)                   | 1              |
| Estados Unidos (Billboard R&B/Hip-Hop Albums)    | 1              |

| Tabela musical (2017)                 | Melhor posição |
| ------------------------------------- | -------------- |
| Australian Albums (ARIA)              | 30             |
| Canadian Albums (Billboard)           | 3              |
| Danish Albums (Hitlisten)             | 5              |
| Dutch Albums (MegaCharts)             | 10             |
| Italian Albums (FIMI)                 | 76             |
| New Zealand Albums (RMNZ)             | 15             |
| Swedish Albums (Sverigetopplistan)    | 21             |
| UK Albums (OCC)                       | 8              |
| US Billboard 200                      | 5              |
| US Top R&B/Hip-Hop Albums (Billboard) | 2              |

## Certificações
| País (Empresa)             | Certificação | Vendas  |
| -------------------------- | ------------ | ------- |
| Canadá (Music Canada)      | 2× Platina   | 160.000 |
| Dinamarca (IFPI Dinamarca) | Platina      | 90.000  |
| Reino Unido (BPI)          | Platina      | 300.000 |